# Маргарита Шведська, королева Норвезька
Маргарита Шведська (норвезьк. Margrete Eriksdotter; бл. 1155—1209) — дружина короля Норвегії Сверре.

## Біографія
Маргарет була дочкою короля Швеції Еріка IX і його данської королеви Христини. У 1189 році вона вийшла заміж за норвезького короля Сверре. Вона лише спорадично згадується в історії під час її перебування на посаді королеви; насамперед у зв'язку зі спробою Ніколаса Арнессона стати єпископом Ставангера. У сагах королева Маргарет зображена підозрілою та інтриганкою.
Вона овдовіла в 1202 році, повернулася до рідної Швеції і відійшла до своїх маєтків у Вестерйотланді та Вермланді. Виїжджаючи з Норвегії, вона була змушена залишити свою дочку Крістіну Сверресдоттер проти її волі. Вона провела два роки в Швеції і повернулася до Норвегії в 1204 році.
1 січня 1204 року, через два дні після того, як вона повернулася до Норвегії, її пасинок, король Норвегії Гокон III, помер з явними симптомами отруєння. Маргарет стала підозрюваною у скоєнні злочину, і один з її слуг намагався довести її невинність у судовому процесі, який провалився. Слуга втопився, а Маргарета втекла назад до Швеції.
Маргарет повернулася до Норвегії в 1209 році на весілля дочки. Її дочка вийшла заміж за співправителя Філіпа Сімонссона, кандидата від партії Баглер на престол Норвегії. Маргарет брала участь у весіллі. Відразу після весілля вона захворіла, а через кілька тижнів померла.
Ліа Бойсен грає вигадану Маргарет у фільмі 2016 року «Останній король». У ньому Маргарет зображена як така, що має роман з вигаданим аристократом клану Баглерів і отруює Гокона у змові, щоб знову стати королевою.

## Інші джерела
- Magerøy, H. Soga om birkebeinar og baglar (1988)
- Imsen, Steinar Våre dronninger: fra Ragnhild Eriksdatter til Sonja (Oslo: 1991)
- Koht, Halvdan Norske dronningar (in «The Old Norse Sagas», 1931)